# فلوريان نارسيسو
فلوريان نارسيسو (بالفرنسية: Florian Narcissot)‏ (20 مايو 1991 - ) هو لاعب كرة قدم فرنسي في مركز الدفاع.

## روابط خارجية
- فلوريان نارسيسو على موقع قاعدة بيانات كرة القدم.إي يو (الإنجليزية)
- فلوريان نارسيسو على موقع ناشيونال فوتبول تيمز (الإنجليزية)
- فلوريان نارسيسو على موقع Soccerway.com (الإنجليزية)